# Luz, Câmera, 50 Anos
Luz, Câmera, 50 Anos foi um especial exibido pela TV Globo em comemoração aos 50 anos da emissora, em que transformou minisséries e séries de sucesso em telefilme.
A primeira temporada do especial foi ao ar de 6 a 23 de janeiro de 2015, sendo exibida de terça à sexta com a apresentação inicial do ator Tony Ramos, explicando sobre a minissérie ou telessérie que iria ser exibida em formato de filme. A temporada começou com O Canto da Sereia e terminou com Anos Dourados.
A segunda e última temporada do festival começou a ser exibida entre 21 de abril e 4 de junho do mesmo ano, sem apresentação inicial como na primeira temporada, e as séries e minisséries foram divididas em capítulos de duas partes, e não mais como um telefilme único, sendo a primeira parte exibida às terças, após Tapas & Beijos e a final às quintas, após Chapa Quente. Outra novidade nesta temporada foi a exibição das aberturas originais das séries e minisséries, pois na primeira temporada só eram exibidos os nomes das mesmas antes de começarem as reapresentações. A segunda temporada começou com Amores Roubados e terminou com Hoje É Dia de Maria.

## Lista

### Primeira temporada
| Título                                | Exibição              | Ano de exibição original | Média de audiência[1] | Ref.              |
| ------------------------------------- | --------------------- | ------------------------ | --------------------- | ----------------- |
| O Canto da Sereia                     | 6 de janeiro de 2015  | 2013                     | 24 pontos             | [ 4 ] [ 5 ]       |
| O Pagador de Promessas                | 7 de janeiro de 2015  | 1988                     | 20 pontos             | [ 6 ] [ 7 ] [ 8 ] |
| Força-Tarefa                          | 8 de janeiro de 2015  | 2009-11                  | 21 pontos             | [ 9 ]             |
| Maysa: Quando Fala o Coração          | 9 de janeiro de 2015  | 2009                     | 19 pontos             | [ 10 ]            |
| A Teia                                | 13 de janeiro de 2015 | 2014                     | 16 pontos             | [ 11 ]            |
| Ó Paí, Ó                              | 14 de janeiro de 2015 | 2008-09                  | 20 pontos             | [ 12 ]            |
| Dalva e Herivelto: uma Canção de Amor | 15 de janeiro de 2015 | 2010                     | 18 pontos             | [ 13 ]            |
| Presença de Anita                     | 16 de janeiro de 2015 | 2001                     | 19 pontos             | [ 14 ]            |
| As Noivas de Copacabana               | 20 de janeiro de 2015 | 1992                     | 13 pontos             | [ 15 ]            |
| Dercy de Verdade                      | 21 de janeiro de 2015 | 2012                     | 17 pontos             | [ 16 ]            |
| Lampião e Maria Bonita                | 22 de janeiro de 2015 | 1982                     | 15 pontos             | [ 17 ]            |
| Anos Dourados                         | 23 de janeiro de 2015 | 1986                     | 13 pontos             | [ 18 ]            |

### Segunda temporada
| Título                        | Exibição            | Exibição            | Ano de exibição original | Média de audiência[1] | Média de audiência[1] | Ref.          |
| Título                        | Primeira parte      | Segunda parte       | Ano de exibição original | Primeira parte        | Segunda parte         | Ref.          |
| ----------------------------- | ------------------- | ------------------- | ------------------------ | --------------------- | --------------------- | ------------- |
| Amores Roubados               | 21 de abril de 2015 | 23 de abril de 2015 | 2014                     | 9 pontos              | 12 pontos             | [ 19 ] [ 20 ] |
| Carga Pesada                  | 28 de abril de 2015 | 30 de abril de 2015 | 2003                     | 14 pontos             | 14 pontos             | [ 21 ] [ 22 ] |
| A Cura                        | 5 de maio de 2015   | 7 de maio de 2015   | 2010                     | 11 pontos             | 10 pontos             | [ 23 ] [ 24 ] |
| Dona Flor e Seus Dois Maridos | 12 de maio de 2015  | 14 de maio de 2015  | 1998                     | 11 pontos             | 8 pontos              | [ 25 ] [ 26 ] |
| Suburbia                      | 19 de maio de 2015  | 21 de maio de 2015  | 2012                     | 9 pontos              | 11 pontos             | [ 27 ] [ 28 ] |
| A Mulher Invisível            | 26 de maio de 2015  | 28 de maio de 2015  | 2011                     | 10 pontos             | 11 pontos             | [ 29 ] [ 30 ] |
| Hoje É Dia de Maria           | 2 de junho de 2015  | 4 de junho de 2015  | 2005                     | 9 pontos              | 10 pontos             | [ 31 ]        |

1 Cada ponto equivale a 67 mil domicílios na Grande São Paulo.